# Chloridolum japonicum
Chloridolum japonicum är en skalbaggsart som först beskrevs av Edgar von Harold 1879.  Chloridolum japonicum ingår i släktet Chloridolum och familjen långhorningar. Inga underarter finns listade i Catalogue of Life.